# Svitlana Spiryukhova
Svitlana Spiryukhova est une rameuse ukrainienne née le 5 avril 1982.

## Palmarès

### Championnats du monde d'aviron
- Championnats du monde d'aviron 2009 à Poznań,  Pologne
  -  Médaille d'or en quatre de couple

### Championnats d'Europe d'aviron
- Championnats d'Europe d'aviron 2009 à Brest,  Biélorussie
  -  Médaille d'or en quatre de couple
- Championnats d'Europe d'aviron 2008 à Athènes,  Grèce
  -  Médaille d'or en quatre de couple
- Championnats d'Europe d'aviron 2007 à Poznań,  Pologne
  -  Médaille d'or en quatre de couple